# アメリカ組曲
アメリカ組曲（Suita） は、アントニン・ドヴォルザークが作曲した組曲。

## 概要
1892年の9月に、ドヴォルザークはニューヨーク・ナショナル音楽院を創設したジャネット・サーバーからの勧誘に応じてアメリカへ渡り、音楽院の校長に就任した。アメリカへの滞在は2年半に及んだが、同地で交響曲第9番「新世界より」や、チェロ協奏曲、弦楽四重奏曲第12番「アメリカ」などの名作が誕生した。
この「アメリカ組曲」は、1894年の3月に「ピアノのための組曲」（作品98 B.184）として作曲されたものを、翌1895年2月に管弦楽に編曲したもの（作品98b B.190）である。ドヴォルザークの生前には演奏されず、死後6年を経た1910年にプラハで初演された。

## 楽曲構成
全5曲からなり、交響曲第9番と同様、アメリカ的なニュアンスが聴かれる。ピアノ版と管弦楽版では速度指定が一部異なる。演奏時間は約20分。

### ピアノ版
- 第1曲 Moderato
- 第2曲 Molto vivace
- 第3曲 Allegretto
- 第4曲 Andante
- 第5曲 Allegro

### 管弦楽版
- 第1曲 Andante con moto
- 第2曲 Allegro
- 第3曲 Moderato (alla Pollacca)
- 第4曲 Andante
- 第5曲 Allegro

## 楽器編成（管弦楽版）
- 木管楽器
ピッコロ、フルート2、オーボエ2、クラリネット2、ファゴット2、コントラファゴット（第1曲のみ）
- 金管楽器
ホルン4、トランペット2、トロンボーン3、テューバ
- 打楽器ほか
ティンパニ、トライアングル、バスドラム、シンバル
- 弦楽器
第1ヴァイオリン、第2ヴァイオリン、ヴィオラ、チェロ、コントラバス

## 関連作品
- チェコ組曲